# Улица Ластадияс
Улица Ластадияс (латыш. Lastādijas iela, до 21 февраля 2024 года улица Ма́скавас) — улица в Латгальском предместье Риги. Улица начинается на пересечении с улицей 13 Января и заканчивается на пересечении с улицей Лачплеша возле Островного моста. Её общая длина составляет 1267 метров, она состоит из двух полос движения.
На всём протяжении улицы проложены трамвайные рельсы, курсирует трамвай номер 7.
На улице расположен исторический квартал Красные амбары (Sarkanie spīķeri).

## История
Часть торгового пути в Витебск и Полоцк. Первые сведения об этой улице датируются XVIII веком. Улица являлась частью торгово-почтовой дороги Рига — Даугавпилс — Полоцк и называлась Полоцкой дорогой. Ежегодно весной её затапливало, поэтому возникла необходимость построить дамбу вдоль Даугавы. После расширения рижских укреплений во времена Шведской Ливонии в 1650 году была построена дамба, которая также использовалась как дорога для въезда в город. Первоначально она называлась дамбой Инчу, а позже — дамбой Яниса.
1 февраля 2024 года Рижская дума приняла решение о разделении улицы Маскавас на две улицы. Части улицы от пересечения с улицей Лачплеша до границы города было присвоено название улица Латгалес, а начальная часть от пересечения с Улицей 13 Января до улицы Лачплеша получила название «улица Ластадияс» по историческому названию местности — Ластадия.